# Catalina de Mendoza
Catalina de Mendoza (Granada, 5 de febrero de 1542-Alcalá de Henares, 15 de febrero de 1602) fue una dama y religiosa española, conocida por su vínculo con la Compañía de Jesús.

## Orígenes familiares
Fue hija ilegítima de Iñigo López de Mendoza, III marqués de Mondéjar y una dama desconocida, posiblemente Luisa de la Mosquera. 
Tuvo varios medio hermanos por parte de padre:
- Luis Hurtado de Mendoza (1543–1604), sucesor de su padre.
- Íñigo López de Mendoza y Mendoza (1546-1601), caballero de la orden de Santiago, catedrático de cánones y embajador en París y Venecia. En 1600-1601, ya viudo, ingresó en la Compañía de Jesús.
- Bernardino (-1580), eclesiástico que llegaría a ser capiscol  y  canónigo de la catedral de Toledo, abad de Capúa  y de San Pedro de Arena.
- Francisco López de Mendoza y Mendoza, (1547-1623), marqués consorte de Guadalest y almirante de Aragón.
- Enrique (1555-1590), caballero de la orden de Santiago y fallecido siendo estudiante en la universidad de Salamanca.
- Juan Hurtado de Mendoza (1555–1624), gemelo del anterior, casado con Ana de Mendoza y Enríquez de Cabrera, VI duquesa del Infantado.
- Elvira de Mendoza (1565), casada con Pedro de Toledo Osorio, V marqués de Villafranca del Bierzo.[3]
- Pedro González de Mendoza (1555-1616), caballero de la Orden de Malta y prior de Hibernia en la misma, militar.[4]
- Catalina de Mendoza, casada con Alonso de Cárdenas, conde de Puebla de Llerena.

## Biografía
Su educación fue encargada a sus abuelos paternos, Luis Hurtado de Mendoza, II marqués de Mondéjar; y Catalina de Mendoza. Desde sus primeros años mostró una gran afición a la piedad y al conocimiento, recibiendo una educación humanística que incluía la filosofía, la teología, las matemáticas y la cosmografía. Su abuela encargó a su hija María de Mendoza (1526-1580), conocida como "María la Blanca", la educación de Catalina.
En su juventud fue camarera de Juana de Austria, hermana de Felipe II que había pasado a vivir en España al quedar viuda de Juan Manuel, príncipe heredero de Portugal. En este ambiente cortesano, contraería matrimonio por poderes hacia 1557 con el conde de la Gomera, contando con una importante dote proporcionada por sus tíos Bernardino y Diego de Mendoza. Los esposos nunca llegarían a conocerse, ya que el matrimonio se deshizo debido a las informaciones recibidas por la familia de Catalina acerca de la vida licenciosa del conde de la Gomera en Sevilla y sus atenciones con una dama de esa ciudad. La gestión de la nulidad en Roma fue encargada al doctor Martín de Azpilicueta, conocido como el doctor Navarro.

Desde 1575, tomó el hábito de beata y pasó a vivir en una pequeña habitación de la calle Mayor de Alcalá de Henares.

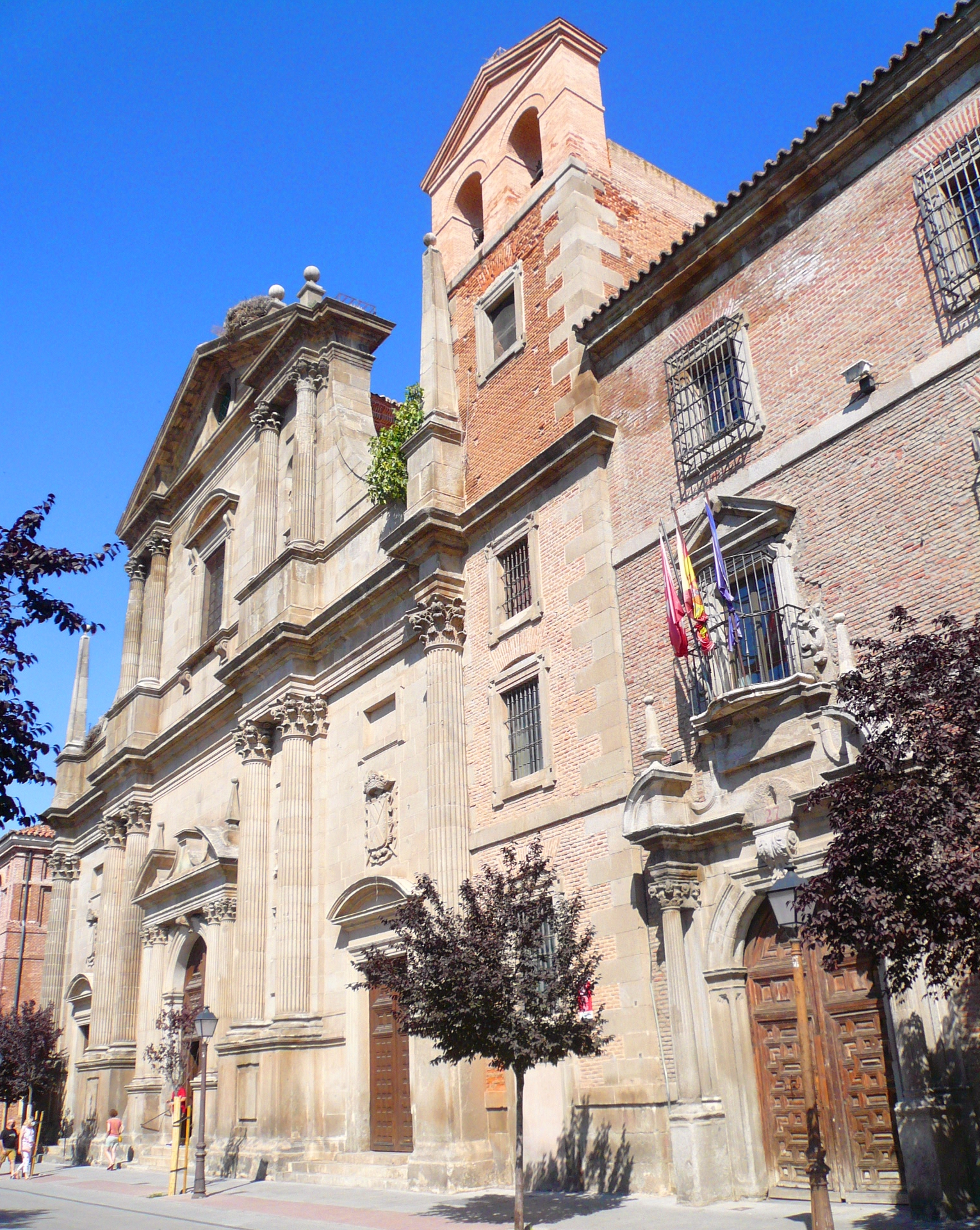
Vista de la fachada principal de la iglesia del Colegio Máximo de los jesuitas en Alcalá de Henares, donde fue enterrada.

También en ese año su padre fue nombrado virrey de Nápoles y dejó a Catalina como gobernadora de sus propiedades en España. Catalina desempeñaría este cargo hasta la vuelta de su padre a España en 1580.
El 14 de junio de 1600, tras la renuncia de sus bienes a favor del colegio jesuita de Alcalá, ingresó como profesa en la Compañía de Jesús ante el padre provincial, Hernando Lucero.A raíz de esta donación, Catalina fue nombrada cofundadora del colegio junto con su tía María de Mendoza "La Blanca"; añadiéndose a su respectiva abuela y madre, Catalina de Mendoza, fundadora del colegio.
Fue la única mujer profesa, ya que Juana de Austria emitió los votos privados de la Compañía de Jesús, mientras que las Constituciones de la Compañía no fueron aprobadas hasta 1556.
Murió el 15 de febrero de 1602. Fue enterrada según su deseo en el Colegio Máximo de la Compañía en Alcalá, junto a su abuela y homónima, Catalina de Mendoza y su tía, María de Mendoza "La Blanca".